# Sredni Kujebar
Sredni Kujebar (en rus: Средний Кужебар) és un poble del krai de Krasnoiarsk, a Rússia, que en el cens del 2010 tenia 98 habitants. Pertany al districte de Karatuzski.